# Athletics Australia
L'Athletics Australia è l'organo regolatore dell'atletica leggera in Australia. La federazione è membro della Oceania Athletics Association.

## Storia
La fondazione risale al 1897 con il nome di Athletic Union of Australasia.

## Consiglio federale

### Presidenti
- Richard Coombes (1897-1934)
- Arthur Fenner (1934-1938)
- George Langford (1938-1942)
- Hugh Weir (1942-1956)
- Ronald Aitken (1957-1978)
- Allan McDonald (1978-1983)
- Graeme Briggs (1983-1989)
- David Prince (1989-1996)
- Terry Dwyer (1996-1999)
- Andrew Forrest (1999-2004)
- Ken Roche (2004-2005)
- Rob Fildes (2005-in carica)

## Partner ufficiali
- Australian Sport Commission (ente governativo)
- Asics
- 2XU
- Network Ten/One HD
- Erdi group